# Jan Gerchow

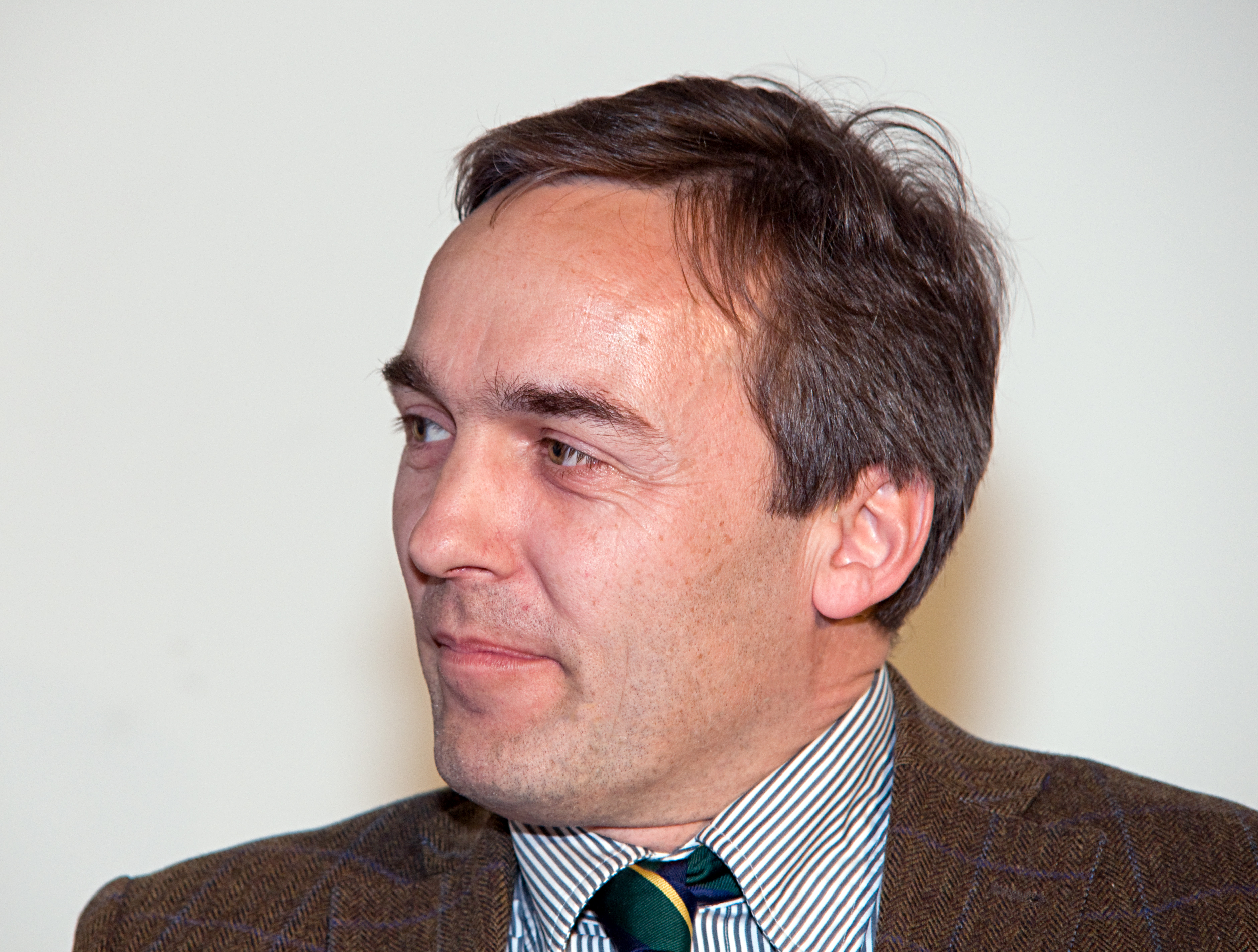
Jan Gerchow (2010)

Jan Gerchow (* 11. Juli 1958 in Braunschweig) ist ein deutscher Historiker und war 2005–2024 Direktor des Historischen Museums Frankfurt.

## Leben
Gerchow studierte von 1978 bis 1984 Geschichte, Germanistik und Philosophie an der Universität Freiburg und der University of Durham. 1984 promovierte er in Freiburg über Die Gedenküberlieferung der Angelsachsen. Zwischen 1985 und 1990 arbeitete Gerchow am Freiburger Lehrstuhl für mittelalterliche Geschichte I als Wissenschaftlicher Assistent. 1990 wechselte er zum Max-Planck-Institut für Geschichte in Göttingen, wo er bis 1993 als wissenschaftlicher Referent tätig war. 1993 übernahm er die Position als Leiter der Abteilung für Geschichte des Mittelalters und der Frühen Neuzeit am Ruhrlandmuseum Essen. Seit April 2005 war Gerchow Direktor des Historischen Museums der Stadt Frankfurt am Main. Er ist Mitglied der Frankfurter Historischen Kommission.

## Auszeichnungen
- 2018: KAIROS-Preis[2]

## Schriften
- Die Gedenküberlieferung der Angelsachsen. Mit einem Katalog der libri vitae und Necrologien. De Gruyter, Berlin/New York 1988.
- Mittelalter vor Ort. Exkursionen in 800 Jahre Geschichte zwischen Lippe und Ruhr. Kunst, Archäologie und Geschichte im Ruhrgebiet von 750 bis 1550. Pomp, Bottrop/Essen 1994.
- zusammen mit Hans Belting: Ebenbilder. Kopien von Körpern – Modelle des Menschen. Hatje Cantz, Ostfildern-Ruit 2002.
- zusammen mit Thomas Schilp: Essen und die sächsischen Frauenstifte im frühen Mittelalter. Klartext, Essen 2003.